# Singapura nos Jogos Olímpicos de Verão de 1952
Singapura competiu nos Jogos Olímpicos de Verão de 1952, realizados em Helsinque, Finlândia.